# James McGarry
James Robert McGarry (Dunedin, 9 april 1998) is een Nieuw-Zeelands voetballer die voornamelijk als vleugelverdediger speelt. Hij is de zoon van de middenvelder Michael McGarry, die 54 interlands voor Nieuw-Zeeland speelde.

## Carrière
James McGarry speelde in de jeugd van Southern United, waar hij in 2014 vertrok om bij Wellington Phoenix FC te spelen. Hier speelde hij vooral in het tweede elftal in het New Zealand Football Championship. Hij debuteerde voor het eerste elftal in de A-League op 30 januari 2016, in de met 1-3 verloren thuiswedstrijd tegen Central Coast Mariners. Hij kwam in de 76e minuut in het veld voor Joel Stevens. In mei 2016 verbrak Wellington Phoenix het pas getekende contract van McGarry, zodat hij voor de amateurtak Wellington United kon uitkomen. Het seizoen erna tekende hij weer een contract bij Wellington Phoenix FC, waar hij weer vooral in het reserve-elftal speelde. In 2018 vertrok hij naar het Nederlandse Willem II, waar hij een contract voor twee jaar tekende. In oktober 2020 keerde hij terug bij Wellington Phoenix.

### Statistieken

#### Beloften
| Seizoen                    | Club                           | Land            | Competitie                        | Competitie | Competitie | Totaal | Totaal |
| Seizoen                    | Club                           | Land            | Competitie                        | Wed.       | Dlp.       | Wed.   | Dlp.   |
| -------------------------- | ------------------------------ | --------------- | --------------------------------- | ---------- | ---------- | ------ | ------ |
| 2014/15                    | Wellington Phoenix FC Reserves | Nieuw-Zeeland   | New Zealand Football Championship | 13         | 0          | 13     | 0      |
| 2015/16                    | Wellington Phoenix FC Reserves | Nieuw-Zeeland   | New Zealand Football Championship | 12         | 5          | 12     | 5      |
| 2016/17                    | Wellington Phoenix FC Reserves | Nieuw-Zeeland   | New Zealand Football Championship | 14         | 2          | 14     | 2      |
| 2017/18                    | Wellington Phoenix FC Reserves | Nieuw-Zeeland   | New Zealand Football Championship | 13         | 4          | 13     | 4      |
| Totaal beloften            | Totaal beloften                | Totaal beloften | Totaal beloften                   | 52         | 11         | 52     | 11     |
| Bijgewerkt t/m 27 mei 2020 |                                |                 |                                   |            |            |        |        |

#### Senioren
| Seizoen                      | Club                  | Land            | Competitie      | Competitie | Competitie | Beker | Beker | Totaal | Totaal |
| Seizoen                      | Club                  | Land            | Competitie      | Wed.       | Dlp.       | Wed.  | Dlp.  | Wed.   | Dlp.   |
| ---------------------------- | --------------------- | --------------- | --------------- | ---------- | ---------- | ----- | ----- | ------ | ------ |
| 2015/16                      | Wellington Phoenix FC | Nieuw-Zeeland   | A-League        | 1          | 0          | 0     | 0     | 1      | 0      |
| 2016/17                      | Wellington Phoenix FC | Nieuw-Zeeland   | A-League        | 1          | 0          | 0     | 0     | 1      | 0      |
| 2017/18                      | Wellington Phoenix FC | Nieuw-Zeeland   | A-League        | 0          | 0          | 0     | 0     | 0      | 0      |
| 2018/19                      | Willem II             | Nederland       | Eredivisie      | 5          | 0          | 0     | 0     | 5      | 0      |
| 2019/20                      | Willem II             | Nederland       | Eredivisie      | 1          | 0          | 0     | 0     | 1      | 0      |
| 2020/21                      | Wellington Phoenix FC | Nieuw-Zeeland   | A-League        | 22         | 0          | 0     | 0     | 22     | 0      |
| Totaal senioren              | Totaal senioren       | Totaal senioren | Totaal senioren | 30         | 0          | 0     | 0     | 30     | 0      |
| Bijgewerkt t/m 17 juli 2021. |                       |                 |                 |            |            |       |       |        |        |